# برحات (حبيش)

تعديل مصدري - تعديل

برحات هي إحدى قرى عزلة قحزة بمديرية حبيش التابعة لمحافظة إب، بلغ تعداد سكانها 579 نسمة حسب تعداد اليمن لعام 2004.